# Phyllis Ackerman
Phyllis Ackerman foi uma historiadora de arte, designer de interiores e autora norte-americana. Ela era uma estudiosa de arte e arquitetura persa e trabalhou ao lado de seu marido Arthur Upham Pope. Seu legado foi como editora da publicação de seis volumes, A Survey of Persian Art (1939).

## Biografia
Phyllis Ackerman nasceu em 1893 em Oakland (Califórnia). Ela frequentou a Universidade da Califórnia, Berkeley e inicialmente estudou matemática. Enquanto estava lá, ela conheceu o membro do corpo docente Arthur Upham Pope, que a convenceu a mudar do estudo da matemática para a filosofia. Ackerman recebeu um doutorado em filosofia pela U.C. Berkeley em 1917, e sua tese foi intitulada Hegel e Pragmatismo.